# Obturator (Zahnmedizin)
Unter einem Obturator (lat.: obturare verstopfen, abdichten) versteht man in der Zahnmedizin einerseits eine Vorrichtung zum Verschluss von Kieferdefekten, die chirurgisch nicht temporär oder dauerhaft verschlossen werden können und andererseits einen speziellen Verschlussstift bei der Wurzelkanalbehandlung. 

## Gaumenobturator

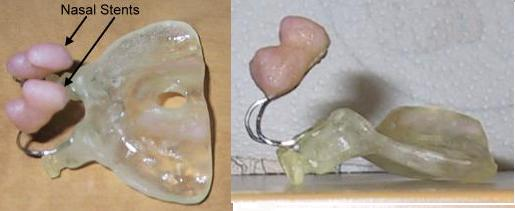
Obturator bei einer Lippen-Kiefer-Gaumenspalte

Zur Defektdeckung nach einer Oberkiefer-Resektion wird ein Gaumenobturator eingesetzt, der die Mundhöhle gegenüber der Kieferhöhle und/oder den Nasennebenhöhlen verschließt und abdichtet, damit Nahrung nicht in diese Körperhöhlen eindringen kann und das Sprechen und Atmen verbessert wird. Seltener kommt sie bei Lippen-Kiefer-Gaumenspalten zur Anwendung. Der  Obturator kann alleine oder als ein zusätzlicher Bestandteil einer Prothese zum Ersatz von Zähnen verwendet werden, die dadurch zur Defektprothese wird.

## Zystenobturator
Nach einer Operation einer großen Zyste im Kieferbereich, die meist im aufsteigenden Ast des Unterkiefers gelegen ist, wird ein Obturator eingesetzt, um einen frühzeitigen Wundverschluss zu verhindern. Zweck ist, dem langsam nachwachsenden Knochengewebe Zeit zur Knochenneubildung zu lassen und gleichzeitig die Zystenhöhle gegenüber der Mundhöhle abzudichten. Sukzessive wird der in der Zystenhöhle liegende Kunststoff – dem Knochenwachstum entsprechend – abgetragen und damit der Obturator zunehmend verkleinert.

## Wurzelkanalobturator
Ein Obturator wird zur Wurzelkanalfüllung verwendet, der den Wurzelkanal dicht verschließen soll. Hierzu sind Systeme wie Soft-Core/One-Step, HEROfill,  Densfill und Thermafil auf dem Markt. Letzterer ist beispielsweise ein mit α-Phase-Guttapercha überzogener Obturator aus speziellem Kunststoff.